# Kasatschok

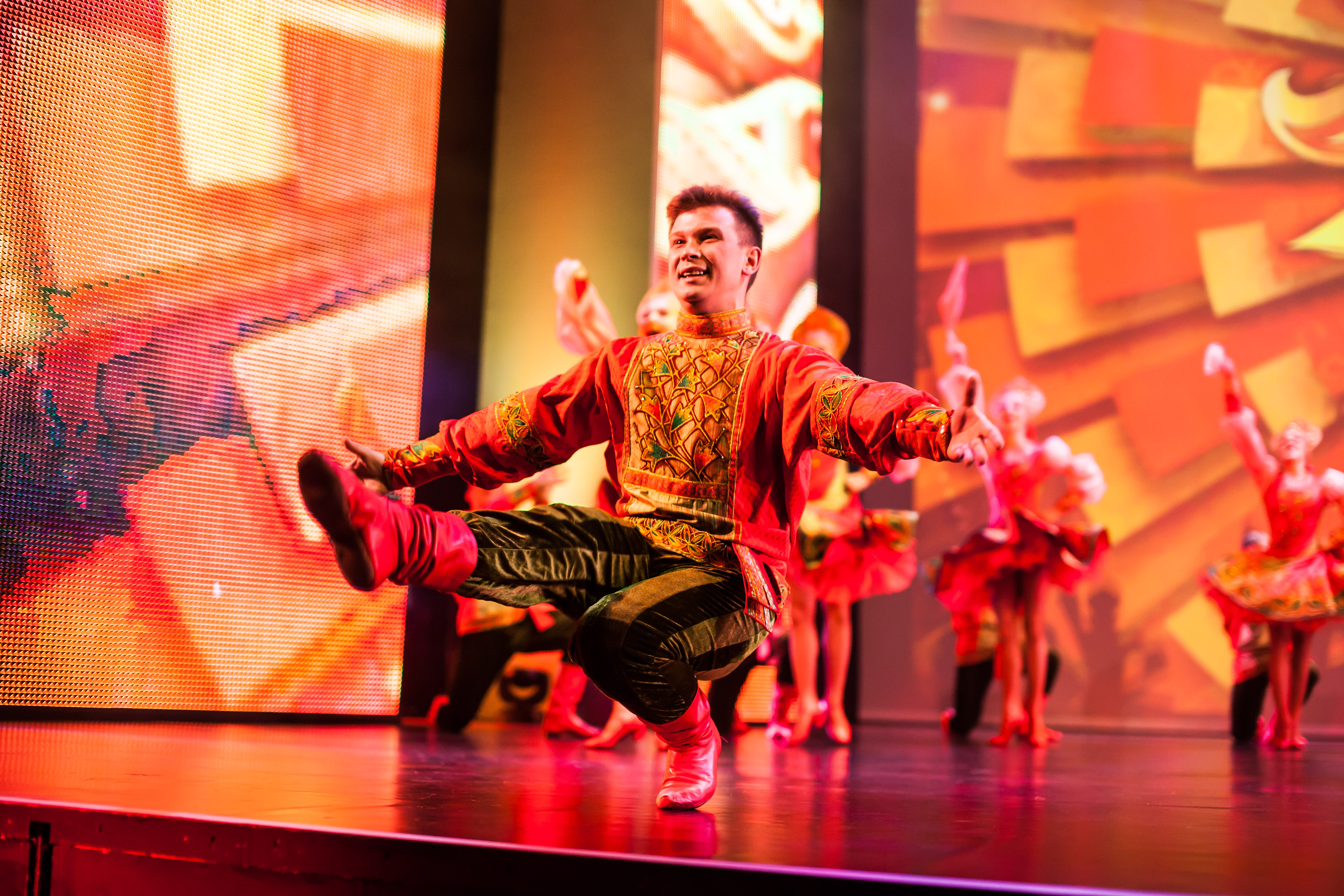
Kasatschok mit Prisjadka in der Hocke
(Imagine Cup 2013 in St. Petersburg)

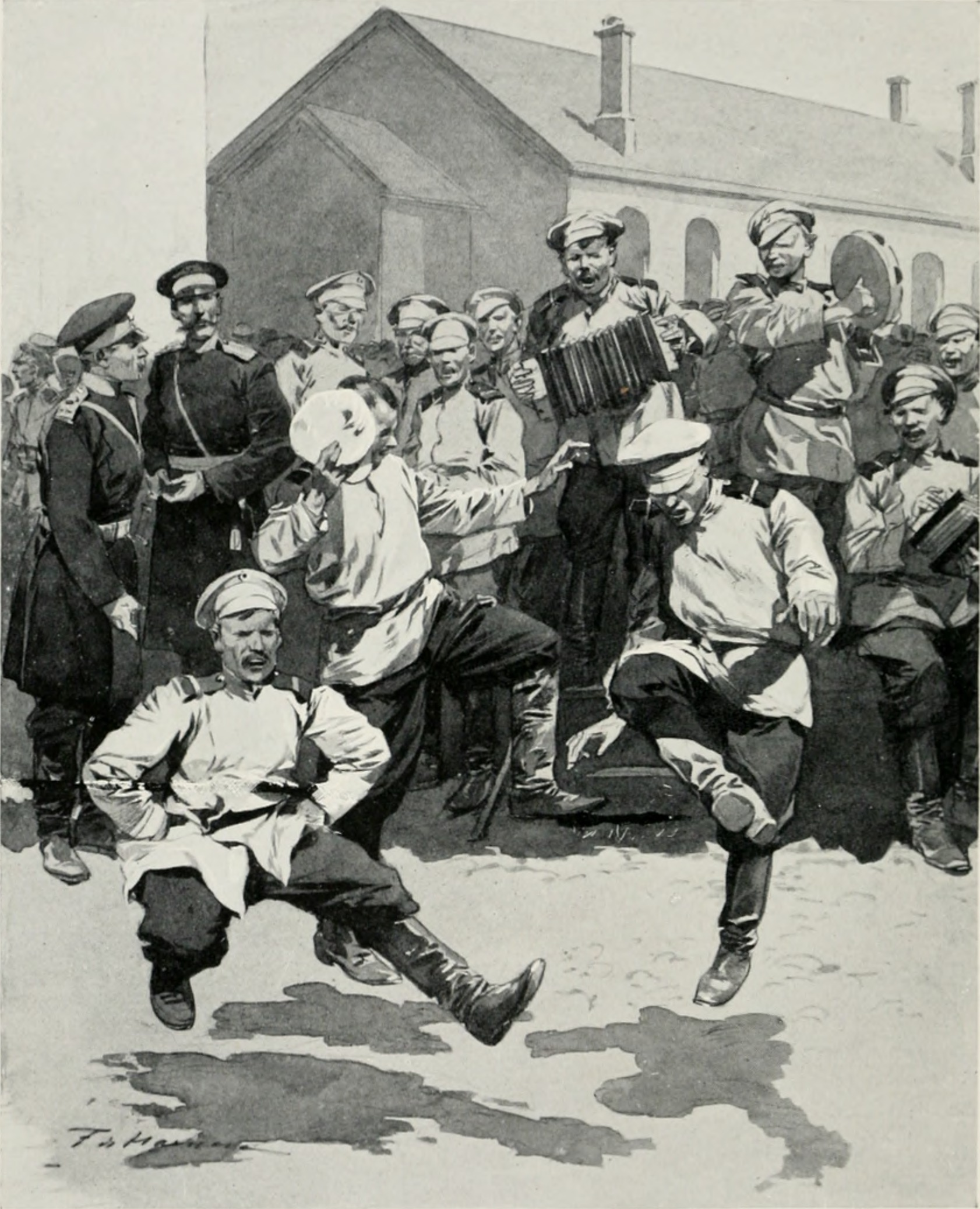
Soldaten

Der Kasatschok (russisch казачок kasatschók = „kleiner Kosake“ oder „Kosakentanz“, zu казак kasák = Kosake + -ок -ok = -chen/-lein, „Kosaklein“; ukrainisch козачок kosatschók, polnisch Kozak kosák oder kozaczek kosátschek) ist ein Tanz der als Kosaken bezeichneten ukrainischen/russischen Wehrbauern im Osten der heutigen Ukraine. 
Der Tanz im 2/4-Takt weist viele Improvisationen auf. Auch weist die Melodie eine große Ähnlichkeit mit den russischen Volksliedern Katjuscha und Kalinka auf. Männliche Tänzer treten meist paarweise auf, oft in einer Art Wettstreit mit nahezu artistischen Einlagen, die Hopak (für hüpfen, springen) genannt werden. Typisch für den Tanz sind die vor die Brust gekreuzten Arme, das geräuschvolle Zusammenschlagen der Absätze und die sogenannte Prisjadka, der Wechselsprung zwischen gestrecktem und angewinkeltem Bein aus der Hocke. 